# Panamerikamesterskabet i håndbold 2004 (mænd)
Panamerikamesterskabet i håndbold 2004 for mænd var det 11. panamerikamesterskab i håndbold for mænd. Turneringen med deltagelse af otte hold blev arrangeret af PATHF, og den blev afviklet i Santiago, Chile i perioden 20. – 24. juli 2004.
Mesterskabet blev vundet af Argentina, som i finalen besejrede Brasilien med 24-21. Sejren var argentinernes tredje panamerikatitel for mænd (endda i træk), og Brasilien fik dermed ikke revanche for finalenederlaget to år tidligere til netop Argentina. Bronzemedaljerne gik til Canada, som vandt 31-24 over værtslandet Chile i bronzekampen. Det var første gang siden 1983 at det canadiske landshold vandt medaljer ved mesterskabet. De tre medaljevindende hold kvalificerede sig derudover til VM 2005 i Tunesien.

## Slutrunde

### Indledende runde

#### Gruppe A
| Dato  | Tid   | Kamp                    | Res.  |
| ----- | ----- | ----------------------- | ----- |
| 20.7. | 14:30 | Brasilien - Canada      | 25–13 |
| 20.7. | 20:30 | Puerto Rico - USA       | 29–28 |
| 21.7. | 16:30 | Canada - USA            | 26–18 |
| 21.7. | 18:30 | Brasilien - Puerto Rico | 38–14 |
| 22.7. | 14:30 | Canada - Puerto Rico    | 32–23 |
| 22.7. | 16:30 | Brasilien - USA         | 31–13 |

| Gruppe A    | Kampe | Mål   | Point |
| ----------- | ----- | ----- | ----- |
| Brasilien   | 3     | 94-40 | 6     |
| Canada      | 3     | 71-66 | 4     |
| Puerto Rico | 3     | 66-98 | 2     |
| USA         | 3     | 59-86 | 0     |

#### Gruppe B
| Dato  | Tid   | Kamp                 | Res.  |
| ----- | ----- | -------------------- | ----- |
| 20.7. | 16:30 | Argentina - Grønland | 30–17 |
| 20.7. | 18:30 | Chile - Mexico       | 35–18 |
| 21.7. | 14:30 | Argentina - Mexico   | 41–16 |
| 21.7. | 20:30 | Chile - Grønland     | 30–28 |
| 22.7. | 18:30 | Grønland - Mexico    | 22–22 |
| 22.7. | 20:30 | Argentina - Chile    | 31–15 |

| Gruppe A  | Kampe | Mål     | Point |
| --------- | ----- | ------- | ----- |
| Argentina | 3     | 107-480 | 6     |
| Chile     | 3     | 80-77   | 4     |
| Grønland  | 3     | 67-82   | 1     |
| Mexico    | 3     | 56-98   | 1     |

### Semifinaler, bronzekamp og finale
| Dato        | Tid   | Kamp                  | Res.  |
| ----------- | ----- | --------------------- | ----- |
| Semifinaler |       |                       |       |
| 23.7.       | 18:30 | Brasilien - Chile     | 32–8  |
| 23.7.       | 20:30 | Argentina - Canada    | 27–18 |
| Bronzekamp  |       |                       |       |
| 24.7.       | 16:00 | Canada - Chile        | 31–24 |
| Finale      |       |                       |       |
| 24.7.       | 18:00 | Argentina - Brasilien | 24–21 |

| Samlet rangering | Samlet rangering |
| ---------------- | ---------------- |
| Guld             | Argentina        |
| Sølv             | Brasilien        |
| Bronze           | Canada           |
| 4.               | Chile            |

### Placeringskampe
| Dato               | Tid   | Kamp                   | Res.  |
| ------------------ | ----- | ---------------------- | ----- |
| Semifinaler        |       |                        |       |
| 23.7.              | 14:30 | Puerto Rico - Mexico   | 30–24 |
| 23.7.              | 16:30 | Grønland - USA         | 27–21 |
| Kamp om 7.-pladsen |       |                        |       |
| 24.7.              | 12:00 | USA - Mexico           | 37–29 |
| Kamp om 5.-pladsen |       |                        |       |
| 24.7.              | 14:00 | Grønland - Puerto Rico | 33–28 |

| Samlet rangering | Samlet rangering |
| ---------------- | ---------------- |
| 5.               | Grønland         |
| 6.               | Puerto Rico      |
| 7.               | USA              |
| 8.               | Mexico           |

### VM-kvalifikation
PATHF rådede over tre pladser ved VM-slutrunden i 2005, og de tre pladser gik til de tre bedst placerede hold ved mesterskabet. Resultaterne betød, at Argentina, Brasilien og Canada kvalificerede sig til VM-slutrunden i Tunesien.